# 黑箱劇場
「黑箱劇場」（Black Box Theater），也有人叫它「黑盒子劇場」。它是幾乎全黑的劇場空間。因為黑色除了最能凸顯其他色彩外，在沒有光源的狀況下，也最能隱藏表演者的技術秘密，以達到讓觀眾驚奇或集中注意力的效果。
黑箱劇場演出最重要的精神，不是華麗的布景道具或多少精良的設備，而是實驗與創新.黑箱劇場之所以把空間全部變成黑色，就是要創作者回歸到表演藝術最單純也是最重要的「人與空間」的關係上，因此更強調演出者與觀眾在空間裡直接的情感交流與互動。
形式的劇場，不一定要真的像箱子一樣中規中矩、方方正正，不管是三角形、圓形或多邊形，只要劇場內可以變成全黑的狀態，又可以隨意的變化使用，發揮創意、充滿挑戰和實驗的精神，都可以被稱之為「黑箱劇場」。

## 例子
- 西班牙 格雷劇團
- 以色列 鑰匙劇團
- 西班牙、智利 拉拉
- 台灣 安徒生和莫札特的創意劇場
- 台灣 影響·新劇場
- 香港 明日劇團
- 保加利亞 瓦爾納偶劇團
- 加拿大 科普斯劇團
- 日本 三個卡卡頭劇團

## 外部連結
- 2015高雄市兒童藝術教育節